# 尼古拉·普莱恰什
尼古拉·普莱恰什（1948年1月10日—），克罗地亚男子篮球运动员。他曾代表南斯拉夫国家队参加1968年和1972年夏季奥林匹克运动会篮球比赛，获得一枚银牌。